# Santorin
Santorin är en roman av Alistair MacLean.
Den handlar om ett toppmodernt och topphemligt skepp i medelhavet. Skeppet får en avgörande roll för området och historien. Santorins uppdrag är att hindra vätebomber från ett flygplan att explodera för då kan det inträffa en flodvågskatastrof.